# Ray Bonin
Pour les articles homonymes, voir Bonin.
Raymond C. Bonin, né le 20 novembre 1942 à Sudbury en Ontario, est un homme politique canadien.

## Biographie
Il est député à la Chambre des communes du Canada, représentant la circonscription ontarienne de Nickel Belt de 1993 à 2008 sous la bannière du Parti libéral du Canada.
Avant de se lancer en politique, il est professeur au Cambrian College de Sudbury. Il est également président du Conseil scolaire de district catholique du Nouvel-Ontario de 1976 à 1985, ainsi que conseiller municipal de 1988 à 1991.